# 勝利の女神〜3rdSTAGE〜
『勝利の女神〜3rd STAGE〜』（しょうりのめがみサードステージ）は、千葉テレビ放送（チバテレ）で2007年10月5日から2008年10月17日まで放送されていた金曜深夜のアイドル番組。製作著作はネクスト (制作プロダクション)。また、千葉ローカルの番組ではあるがスカイパーフェクTV!のエンタ!371にて再放送もされていた。
『勝利の女神の法則』→『勝利の女神〜2nd STAGE〜』に続くシリーズ3作目。

## 概要
芸能界で期待されている新人タレントが様々なゲームを行い「誰が幸運の持ち主か!」を競い合い、検証する、新型バラエティ番組。
ただし、このコンセプト及び以下のコーナーは2008年9月までに終了（公式サイトでも9月26日放送の第51回を事実上の最終回としている）し、10月はNEXTREASURE'08と題したライブの模様など、番組名は変わらずもそれまでとは全く別の内容となった。

## トークコーナー
- 女神の決断
- 女神のささやき

## 企画
オリジナルゲームや○○スペシャルと題して秋葉原やチバテレなどに行くこともある。出演者たちがNEWS WAVE ちばのスタジオでニュースを読んだり、アキバン!バン!バン!のスタジオでクイズに挑戦したことがあった。子供の日スペシャルと題してジュニアアイドルと対決する事もあった。バレンタイン企画ではお笑い芸人のちゅうえいが登場し愛の告白対決をした。

### 激走GPS!
携帯GPSを利用した鬼ごっこ。敵チームに自分たちの写メールを撮影されると負け。

### 右折でGO!
スタート地点からゴール地点までを右折だけで移動しスピードを競う。

### ジミ-1グランプリ
ライターの火を付けられるか等、地味ゲームで競い合う。

## ミニコーナー
- venusofmusic
- アイドルヌードル
  - アイドルが県内のラーメン店に出向き、その店自慢のラーメンを食べる企画。アイドルは季節や店舗に関わらず必ず水着姿になっていて、番組の最後に流す。
- PITinC-ZONE
  - SUPER GTに参戦している「Cars Racing」の応援コーナー。

## その他
- 新メンバー加入の際には必ず1名が脱落してしまう過酷な企画がある。
- 2008年7月12日から8月31日までの間、富津海水浴場にコラボレーション企画として「勝利の女神HOUSE」という海の家が設置されている。

## 出演者

### レギュラー
- 菅崎あみ (MC)
- 鹿谷弥生
- 中島愛里
- 京本有加
- 松本夏空
- 重盛さと美
- 吉本衣里
- C-ZONE

### 過去のレギュラー
- 谷麻紗美
- 後藤ゆいき
- 小出朱里
- 礒部希帆
- 大空さや
- 田中涼子
- Ri-Sa.J

### レギュラー脱落者
- いちご姫
- 早美あい

## 声の出演
- 天の声：スパローズ森田、じゅんご
- ナレーション：加藤千尋

## スタッフ
- メイク：福田未央（エレファントチョップ）、飯野みなこ
- 編集：copernicos DS
- ロゴデザイン：船迫育子
- WEB：鳥井原健二
- BGM制作：村岡睦稔
- 技術カメラ：松永浩一
- AD：北村智宣、宮前賢太、荒井拓
- ディレクター：船迫誠 (Fantabit)
- 演出：伊藤公志
- ラインプロデューサー：井沢圭吾 (NEXT)
- プロデューサー：井出雄介（つくばテレビ）
- 企画制作：つくばテレビ、Fantabit
- 製作著作：NEXT

## エンディング曲
- 『Sa・Ga〜女の事情〜』（Ri-Sa.J）
- 『SWEET&BITTER』（CHELSEA）
- 『Sexual night,but...』（Ri-Sa.J）
- 『Heat Course』（C-ZONE）
- 『MELODIES&MEMORIES』（D.N.A）

## 放映時間
千葉テレビ放送（チバテレビ）
- 2007年10月5日～:毎週金曜日深夜0時30分～深夜1時00分

スカイパーフェクTV!エンタ!371
- 2007年11月1日～:毎週木曜日18時30分～19時00分　※毎週金曜17:00～17:30　※リピート